# Валчеле (Горж)
Валчеле (рум. Vâlcele) насеље је у Румунији у округу Горж у општини Тисмана. Oпштина се налази на надморској висини од 317 m.

## Становништво
Према подацима из 2002. године у насељу је живело 340 становника, од којих су сви румунске националности.